# Rheinkamp-Mitte (Meerfeld)
Meerfeld bzw. amtlich Rheinkamp-Mitte ist ein Ortsteil (offiziell Wohnplatz) des statistischem Stadtteils Rheinkamp im Nordosten von Moers im Kreis Wesel in Nordrhein-Westfalen.

## Lage

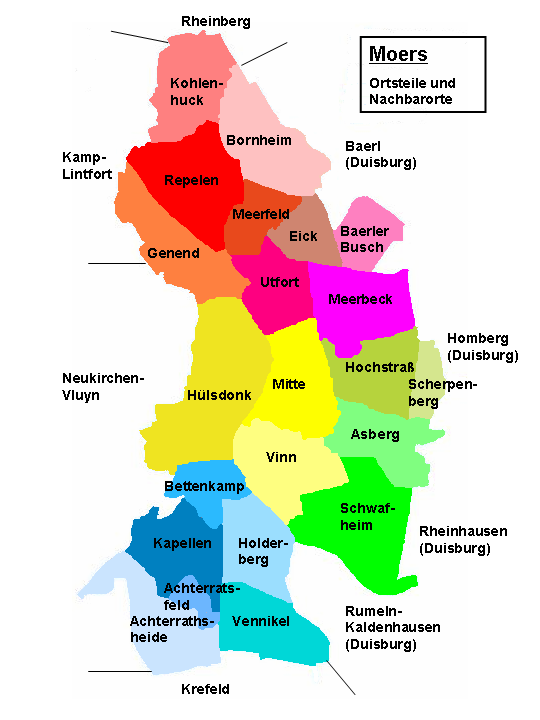
Wohnplätze von Moers; Rheinkamp-Mitte (Meerfeld) liegt im nördlichen Bereich von Moers

Der Ortsteil grenzt im Norden an Bornheim, im Osten an Eick, im Süden an Utfort und im Westen überwiegend an Repelen und lediglich im äußersten Südwesten etwas an Genend. Der Ortsteil war das Zentrum der ehemaligen Gemeinde Rheinkamp. Als Meerfeld wird das Wohngebiet im Süden des Ortsteils bezeichnet.
Verkehrstechnisch liegt der Wohnplatz zwischen der Verbandsstraße (L287) im Norden, der Rathaus Allee mit deren Verlängerung, der Willy-Brandt-Allee*, im Osten und der Jägerstraße mit dem RWE-Umspannfeld im Süden. Im Westen, in dem der Moersbach mit dem Repelener Meer liegt, hat der Wohnplatz lediglich mit der Lintforter Straße, und die etwas nördlich von Utfort liegende Straße „Im Meerfeld“, die zur Kamper Straße (L 399) führt, nach Repelen und Genend führende Verbindungen.
- Ab Abzweigung Lintforter Straße verläuft das Gebiet von Meerfeld mit dem nach rechts abzweigende Teil des Moersbachs Richtung Kreuzung Verbandsstraße / Rheinberger Straße (L 137) mit Feldwegen ohne normalen Straßen.

## Geschichte
Rheinkamp-Mitte wurde 1975 als Bezeichnung für einen Wohnplatz im Stadtteil Rheinkamp der Stadt Moers bei der Kommunalreform der Gemeinden in NRW gewählt. Rheinkamp war ab 1950 der Ortsname der Doppelgemeinde Repelen-Baerl, die bei der Reform aufgelöst und deren Ortsbereich auf die Städte Duisburg und Moers aufgeteilt wurde. Der Name Meerfeld, der für Rheinkamp-Mitte besonders häufig von Bewohnern des Stadtteiles Rheinkamp auch verwendet wird, ist historisch bedingt. Meerfeld war die örtliche Bezeichnung der Felder, die zwischen dem alten Zentrum des Dorfes Repelen und der Bauerschaft Utfort östlich vom Repelener Meer lagen. Meerfeld wurde somit von „Feld am Meer“ abgeleitet; gemeint sind die Felder, die hier am seeartig vergrößerten Moersbach liegen, welcher früher ein Altrheinarm war.
Der Ortsbereich von Meerfeld gehörte früher zum Kirchdorf Repelen und war weder ein Weiler noch eine Bauerschaft. Auch in einer Beschreibung des Regierungsbezirkes Düsseldorf von 1836 und in einem Orts- und Adressenverzeichnis von 1901 wurde kein Weiler Meerfeld angeführt. Zu dieser Zeit wurde als Lagebezeichnung noch beispielsweise „Wiese am Repelener Meer“ statt wie später „im Meerfeld“ verwendet.
Der Name Meerfeld wurde offensichtlich erst mit der stärkeren Besiedlung des Gesamtgebietes der Bürgermeisterschaft Repelen durch den Kohlebergbau nach Anfang des 20. Jahrhunderts als allgemeine Ortsbezeichnung gebräuchlich, da zur gleichen Zeit sich das Zentrum vom Dorf Repelen an der evangelischen Kirche nach Westen in den Bereich des neuen Marktplatzes an der Lintforter Straße verlagerte.
Während für den Ortsbereich Meerfeld keine direkten schriftlichen Nachweise aus dem Mittelalter und der Neuzeit vorliegen, gibt es aber Nachweise von der Anwesenheit von Bewohnern zu wesentlich älteren Perioden. Östlich, aber in der Nähe des Repelener Meeres sind an drei Stellen Funde dieser Besiedlung vorgefunden worden. Der älteste Fund für eine Siedlung aus der älteren Eisenzeit waren Keramikscherben, Hüttenlehm, Quarzitabschlag und Scherben der Becherkultur. Der zweite Fund, diverse Keramikscherben, stammt als Einzelfund aus der mittleren Bronzezeit. Aus der Römerzeit im 2. Jahrhundert n. Chr. stammte ein Siedlungsfund, der im Wesentlichen diverse Keramikscherben betraf.

## Öffentliche Einrichtungen
In Rheinkamp-Mitte wurden diverse Kultur-, Schul- und Sporteinrichtungen erstellt, die für den gesamten Stadtteil und darüber hinaus für Moers von Bedeutung sind. Diese verschiedenen Einrichtungen liegen östlich oberhalb des Repelener Meeres und nördlich der Straße „Im Meerfeld“. Folgende Einrichtungen sind hier im Bereich eines weitläufigen Gebietes mit großen Parkflächen für Autos angeordnet:
- Kulturzentrum Rheinkamp, ein mehrfunktionales Gebäude für schulische und außerschulische Nutzung. Ein Saal, geeignet für 900 Personen, mit Foyer, Garderoben, Bühne, den erforderlichen Ausrüstungen für Beleuchtung und Belüftung sowie Gastronomie.[8]
- ENNI-Sportpark, eine multifunktionale Arena mit einer 2. Sporthalle, einem öffentlichen Schwimmbad, einem Gastronomiebereich (Park Lounge) und einer vor dem Mehrzweck-Gebäude angelegten Swin-Golf-Anlage. Diese Anlagen, gebaut ab Februar 2011 und ab Januar 2013 in Betrieb genommen, entstanden auf dem Gelände des ehemaligen Sportparks Rheinkamp, der 2008 wegen Mängeln (Brandschutz) geschlossen werden musste.[9]
- Die Städtische Schule Rheinkamp, ein Gymnasium[10] und die
- Städtische Schule Anne-Frank, eine Gesamt- und Realschule[11] sowie das
- Familienzentrum Rheinkamp-Meerfeld, eine Städtische Kindertageseinrichtung an der Konrad-Adenauer-Straße.[12] Weiterhin hat der
- FC Moers-Meerfeld 1980 e. V., ein Fußballverein, seine Anlage mit Fußballplatz in diesem Ortsbereich.[13]

Während alle vorstehend angeführten Einrichtungen oberhalb des Repelener Meeres liegen, ist die Grundschule
- Regenbogenschule Meerfeld weiter östlich im bebauten Siedlungsbereich von Rheinkamp Mitte an der Straße „Hinter dem Acker“ angeordnet.[14]

## Sehenswürdigkeiten
In der Liste der Baudenkmäler in Moers ist für Rheinkamp-Mitte ein Baudenkmal aufgeführt.